# Cyclothone atraria
Cyclothone atraria és una espècie de peix catalogada a la família dels gonostomàtids inofensiu per als humans.
Es troba al Pacífic nord: des del sud del Japó fins a la Baixa Califòrnia, incloent-hi el mar de Bering. Pot arribar a fer 6,2 cm de llargària màxima. És de color marró fosc o negre. 12-15 radis tous a l'aleta dorsal i 17-20 a l'anal. 31-33 vèrtebres. L'àrea immediatament anterior a l'origen de l'aleta anal està molt pigmentada i no és transparent. Peritoneu negre.
És un peix marí, mesopelàgic i batipelàgic que viu entre 298 i 4.938 m de fondària (normalment, entre 400 i 2.400) i entre les latituds 64°N-20°N, 105°E-130°W. És hermafrodita i ovípar amb larves i ous planctònics.